# Franklin Jacobs
Franklin Jacobs (ur. 31 grudnia 1957) – amerykański lekkoatleta, skoczek wzwyż.
W San Juan w 1979 zdobył złoty medal igrzysk panamerykańskich z  wynikiem 2,26 m. W 1979 w Montrealu zwyciężył w konkursie skoku wzwyż lekkoatletycznego pucharu świata. Dwukrotnie był mistrzem Stanów Zjednoczonych na otwartym stadionie (1979, 1980) i jeden raz w hali (1980). 
Swój rekord życiowy na otwartym stadionie (2,28 m) ustanowił 21 maja 1978 w Filadelfii. Jego halowy rekord życiowy (2,32 m) został ustanowiony 27 stycznia 1978 w Nowym Jorku.